# Костёл Пресвятой Троицы (Староельня)
Костёл Пресвятой Троицы — бывший католический храм в д. Староельня Дятловского района.

## История
Приход основан в 1450 году. Первый костёл был построен в 1650 году великим литовским канцлером Львом Сапегой. Следующий костёл был построен в 1728—1729 годах. В 1864 году приход был упразднен, костёл передан православным.
По одним данным, он просуществовал до 1939 года, по другим — был закрыт в 1947 году, снесен, возвращен в 1988 году, год спустя восстановлен и освящен в 1993 году.
Каменная колокольня частично сохранилась.

## Священники
- 1934 — Вацлав Янович Пянтковский[4].